# Слоткин, Элисса
Элисса Блэр Слоткин (англ. Elissa Blair Slotkin; род. 10 июля 1976, Нью-Йорк, Нью-Йорк, США) — американский политик, член Палаты представителей США от 8 избирательного округа Мичигана. Член Демократической партии США. Бывший аналитик Центрального разведывательного управления (ЦРУ) и бывший сотрудник Министерства обороны. Сенатор США от штата Мичиган (с 2025)

## Ранняя жизнь и образование
Элисса Слоткин родилась 10 июля 1976 года в городе Нью-Йорк, США, в еврейской семье Курта Слоткин и Джудит (урождённая Шпиц) Слоткин. Провела своё детство на ферме в деревне Холли штата Мичиган. Училась в школе Крэнбрук в городе Блумфилд Хиллз штата Мичиган.
В 1998 году получила степень бакалавра социологии в Корнеллском университете, а в 2003 году — степень магистра международных отношений в Школе международных и общественных отношений Колумбийского университета.

## Ранняя карьера
После окончания аспирантуры была принята на работу в Центральное разведывательное управление (ЦРУ) . Свободно владея арабским языком и суахили, она трижды побывала в Ираке в качестве аналитика ЦРУ. В администрации президента США Джорджа Уокера Буша она специализировалась на Ираке, предоставляя информацию для Совета национальной безопасности США. Во время президентства Барака Обамы она служила в Государственном департаменте и Министерстве обороны. С 2015 по 2017 год исполняла обязанности помощника министра обороны по вопросам международной безопасности.
Покинув Министерство обороны в январе 2017 года, Слоткин вернулась на ферму своей семьи в Холли, где стала владельцем и управляющим компанией Pinpoint Consulting. С 2019 года работала в Трансатлантической целевой группе Германского фонда Маршалла и Фонда Федерального канцлера Гельмута Шмидта.

## Палата представителей США

### Выборы
В июле 2017 года Слоткин выдвинула свою кандидатуру в Палату представителей США от 8 избирательного округа Мичигана. Она хотела бросить вызов республиканцу Майку Бишопу, который уже два срока был членом Палаты представителей. Слоткин увидела, что Бишоп улыбался на мероприятии в Белом доме после того, как он и другие республиканцы Палаты представителей проголосовали за отмену Закона о доступном медицинском обслуживании, который поддерживали демократы. 7 августа она одержала победу над профессором уголовного правосудия Университета штата Мичиган Кристофером Смитом на внутрипартийных выборах демократов, набрав 70,7 % голосов.
В ноябре 2018 года Слоткин обошла Бишопа, набрав 50,6 % голосов. Она является первым с 2001 года членом Демократической партии, представляющим 8-й округ Мичигана в Палате представителей.
В сентябре 2019 года Слоткин и шесть других членов Демократической партии Палаты представителей США написали статью для газеты The Washington Post с призывом к началу процедуры импичмента президента США Дональда Трампа. Эта статья и призыв были поддержаны другими членами Демократической партии. Слоткин проголосовала за первый и второй импичмент Трампа.
В 2020 году Слоткин была главным автором Резолюции о военных полномочиях Ирана, которая была принята 224 голоса за и 194 голосами против.